# مای یامانه
مای یامانه (山根 麻以) خواننده ژاپنی است که بیشتر به خاطر همکاری با یوکو کانو در موسیقی متن انیمه «کابوی بیباپ» و همچنین موفقیتش در دهه ۱۹۸۰ با آهنگ «تاسوگاره» شناخته می‌شود.

## زندگی اولیه و حرفه انفرادی
مای یامانه فعالیت حرفهای خود را در سال ۱۹۷۹ آغاز کرد، زمانی که در مسابقه خوانندگان جوان ژاپن شرکت کرد و جایزه بنیاد موسیقی یاماها را از آن خود ساخت. او در همان سال با تک آهنگ (به مانند صبح/ (午前０時) که ترانه‌سرایی و آهنگسازی آن را یوکو شیباتا بر عهده داشت، به عرصه موسیقی پا گذاشت. یک سال بعد، در ۱۹۸۰، اولین آلبومش با عنوان (تاسوگر) را منتشر کرد و پس از آن آلبومه ای شاخصی مانند (روز قبل از دیروز / ۱۹۸۴)، (فیل‌های پرنده/ ۱۹۸۵)، (سفارت /۱۹۸۶)، لحن زن/ ۱۹۸۸) را روانه بازار کرد. یامانه در طول دوران حرفه ای خود با هنرمندان متعددی همکاری داشت: از جمله پروژه (مای یامانه و کوباتا هارو) در سال ۱۹۹۳ با هارو کوبوتا. در همین سال، همکاری هنری خود با یوکو کانو را روی موسیقی متن انیمیشن آغاز کرد.
در سال ۱۹۹۷، او از توکیو به منطقهای نزدیک کوه فوجی نقل مکان کرد و به عنوان یک موسیقیدان مستقل به فعالیت ادامه داد.

## شغل بعدی
در سال ۱۹۹۵، او به گروه لبخند باستانی تازه (NAS) پیوست، یک گروه ژاپنی که مای یامانه در آن خواننده بود. سایر اعضای گروه شامل خواهر مای، ایکو یامانه (که خواننده گروه UGUISS نیز بود)، برادرش ساتورو یامانه و برادران سانو ساتوشی و آتسوشی بودند. در سال ۱۹۹۷، تک آهنگ (یک آهنگ معمولی) با همکاری جون چیکیچیکوما منتشر شد. یامانه با این گروه سه آلبوم دیگر ضبط کرد: (هزینه‌ها) در سال ۲۰۰۱، احساسات ملایم در سال ۲۰۰۳ و آهنگ یاکیتوری در سال ۲۰۰۴.
یامانه به‌طور مستمر کنسرت‌های متعددی برگزار کرده است، از جمله اجرا در سال ۲۰۰۰ در جشنواره Inochi no Matsuri (جشنواره زندگی) در ناگانو، کنسرت ۲۰۰۲ در پاریس، حضور در رویداد دهکده جهانی طی نمایشگاه ۲۰۰۵ آیچی، و اجرا در سال ۲۰۰۷ در سئول به عنوان عضو گروه تیم یوکو. در سال ۲۰۰۱، او نام خود را از 山根 麻衣 (Yamane Mai) به 山根 麻以 (Yamane Mai) تغییر داد.سپس در سال ۲۰۱۱، نام هنری a-sha (アーシャ) را انتخاب کرد و میزبان جلسات کارگاهی و درمانی شد.
در سال ۲۰۱۷، آهنگ معروف او «تاسوگاره» بار دیگر توجهات را به ژانر پاپ شهری جلب کرد و حتی الهام‌بخش نمونه‌برداری در سبک‌هایی مانند فانک آینده شد. در سال ۲۰۱۹، تهیه‌کننده مشهور پیر بورن و هنرمندان هیپ‌هاپ یانگ نودی و پلیبوی کارتی از بخشی از این آهنگ در ترانه منتشرنشده خود با عنوان (خساست در نوازش) استفاده کردند. نسخه لورفته این ترانه قبل از حذف شدن، موفق شد به رتبه اول جدول اسپاتیفای US Viral 50 صعود کند.

## دیسکوگرافی

### آلبوم‌ها
- تاسوگاره (۱۹۸۰)
- متاسفم (۱۹۸۱)
- ویل (۱۹۸۲)
- روز قبل از دیروز (۱۹۸۴)
- 月光浴(۱۹۸۴)
- فیل‌های پرواز (۱۹۸۵)
- سفارت (۱۹۸۶)
- بهترین (۱۹۸۷)
- لحن زن (۱۹۸۸)
- ۱۹۵۸ (۱۹۸۹)
- واحد مای یامان و هارو کوبوتا (۱۹۹۳)
- مای یامان با لبخند باستانی جدید (۱۹۹۷)
- Kin no Himo (2001)
- کیموچی یاساشی با لبخند باستانی جدید (۲۰۰۳)
- Mai Yamane the Celebrations, Inori no uta (2004)
- Mai Yamane و Visions, Bird of Paradise (2007)
- Kimi-wo-aishiteru Kagayaki-no-oto (2007)
- A-sha Freedoms (انتشار ویژه ۲ آهنگ، ۲۰۱۲)

### آواز (انیمه)
انیمه Cowboy Bebop (1997) OST:
- "همه چیز را دوباره می‌خواهم"
- "هل دادن آسمان"
- "باران" (نسخه آزمایشی)
- "هیچ کدام را اذیت نکن"
- "Se You Space Cowboy"
- "شکار قارچ" (نسخه زنده)
- "آبی"
- "بلوزهای محلی واقعی"
- "باید کمی محکم تر بزنم"

بلک جک OST:
- «عشق نامرئی» (آهنگ شروع و پایان)

Mirage of Blaze OST:
- «دید از شعله‌های آتش»
- «اشک‌های نیلی»
- «شعله»
- «دروازه مروارید»
- «دیوانگی»
- «چیکای ~ کتاب روزها»
- «مرثیه» (شاهیر یوکو اوئنو)

Macross Plus OST:
- «پس از تاریکی»

چشم‌انداز Escaflowne OST:
- «اگر تو»

تیره تر از BLACK OST:
- "ScatCat"
- "خانه کسی نیست"
- "حمله گربه (قسمت اول)"